# Eva Gidlöf
Eva Gidlöf, född den 1 maj 1957 i Gävle, är en svensk företagsledare och ekonom. 2008 blev hon landschef och vice VD för Tieto , en post hon sade upp sig ifrån i juni 2013. Hon har tidigare varit VD för bland annat Bankgirocentralen. Gidlöf blev rankad på plats fem av Ny Teknik i en lista över Sveriges mäktigaste IT-kvinnor 2010.